# Emily Hobhouse
Emily Hobhouse (St Ives, 9 aprile 1860 – Londra, 8 giugno 1926) è stata un'attivista britannica, ricordata principalmente per aver portato all'attenzione dell'opinione pubblica britannica le condizioni dei campi di concentramento in Sudafrica costruiti per incarcerare donne e bambini durante la Seconda guerra boera.

## Primi anni di vita
Emily Hobhouse nacque a St Ives, un sobborgo vicino a Liskeard in Cornovaglia, il 9 aprile 1860. Il padre, Reginald Hobhouse, era rettore della parrocchia anglicana, mentre la madre, Caroline Trelawny, era figlia di Sir William Trelawny, rappresentante al parlamento del Regno Unito per la circoscrizione Est della Cornovaglia e sorella di Leonard Trelawny Hobhouse (1864-1929), filosofo inglese.
Emily fu istruita in casa e dopo la morte della madre rimase a vivere con il padre malato. Alla morte di questi nel 1895 si trasferì negli Stati Uniti dove svolse attività sociale a favore degli emigrati della Cornovaglia che lavoravano nelle miniere del Minnesota. Fece ritorno in Inghilterra nel 1898 dopo la rottura del fidanzamento con John Carr Jackson, un uomo d'affari americano.

## Seconda guerra boera
Emily iniziò a appassionarsi alla lotta per l'emancipazione femminile e nel novembre 1898 fu eletta membro dell'esecutivo del Consiglio Industriale delle donne. Lavorò come ricercatrice per il consiglio, producendo dossier sul lavoro minorile.
Quando ad ottobre del 1899 scoppiò la Seconda guerra boera, Leonard Courtney la invitò ad unirsi al ramo femminile dell'organizzazione per la riconciliazione del Sudafrica. Ne divenne segretaria onoraria.
A giugno del 1900 Emily organizzò una manifestazione di protesta contro l'operato dell'esercito britannico in Sudafrica e tre mesi più tardi fondò un'organizzazione per la raccolta di fondi per alleviare le sofferenze di donne e bambini vittime della guerra anglo-boera. In questo periodo venne a conoscenza dell'esistenza di un campo di concentramento a Port Elizabeth.
Partì il 7 dicembre 1900 con un biglietto di seconda classe, per non gravare sui fondi raccolti (300 sterline) per il Sudafrica e sbarcò a Città del Capo il 27 dello stesso mese. Al suo arrivo scoprì l'esistenza dei cosiddetti «campi profughi» a Johannesburg, Bloemfontein, Potchefstroom, Norvalspont, Kroonstad, Irene ed in altre località (in totale erano 58). Aveva con sé una lettera di presentazione per Alfred Milner (Alto Commissario britannico per il Sudafrica e Governatore della Colonia del Capo tra il 1897 e il 1899) e dopo due settimane dalla richiesta, le autorità militari britanniche concessero ad Emily la visita del solo campo di Bloemfontein e l'utilizzo di un solo camion da 12 tonnellate per l'approvvigionamento dei viveri. Lasciò Città del Capo il 22 gennaio 1901 ed arrivò a Bloemfontein il 24 dove soggiornò presso la famiglia Fichardt.

## I campi di concentramento sudafricani
Nel campo di Bloemfontein, dove erano imprigionate circa 1800 persone, per la maggior parte donne e bambini, venne a contatto con una realtà ben diversa da quella che pensava. Al campo mancavano i principali beni di sussistenza, donne e bambini erano stipati fino a dodici persone in piccole tende, all'interno delle quali era impossibile muoversi. Non essendoci un ricambio d'aria sufficiente, l'odore al loro interno era nauseabondo. Erano assenti letti e materassi. L'approvvigionamento idrico era totalmente insufficiente, il sapone per lavarsi non era fornito, e per potersi scaldare donne e bambini dovevano andare a raccogliere gli arbusti nelle colline circostanti. Le razioni di cibo erano molto scarse, la quantità realmente fornita era al di sotto di quella a loro prescritta, per cui il livello di denutrizione era molto alto. Malattie come morbillo, bronchite, dissenteria e tifo avevano invaso il campo causando molti decessi tra le donne e i bambini. Hobhouse riuscì ad ottenere l'approvvigionamento di sapone, considerato un bene di lusso, e a migliorare la vita nel campo.

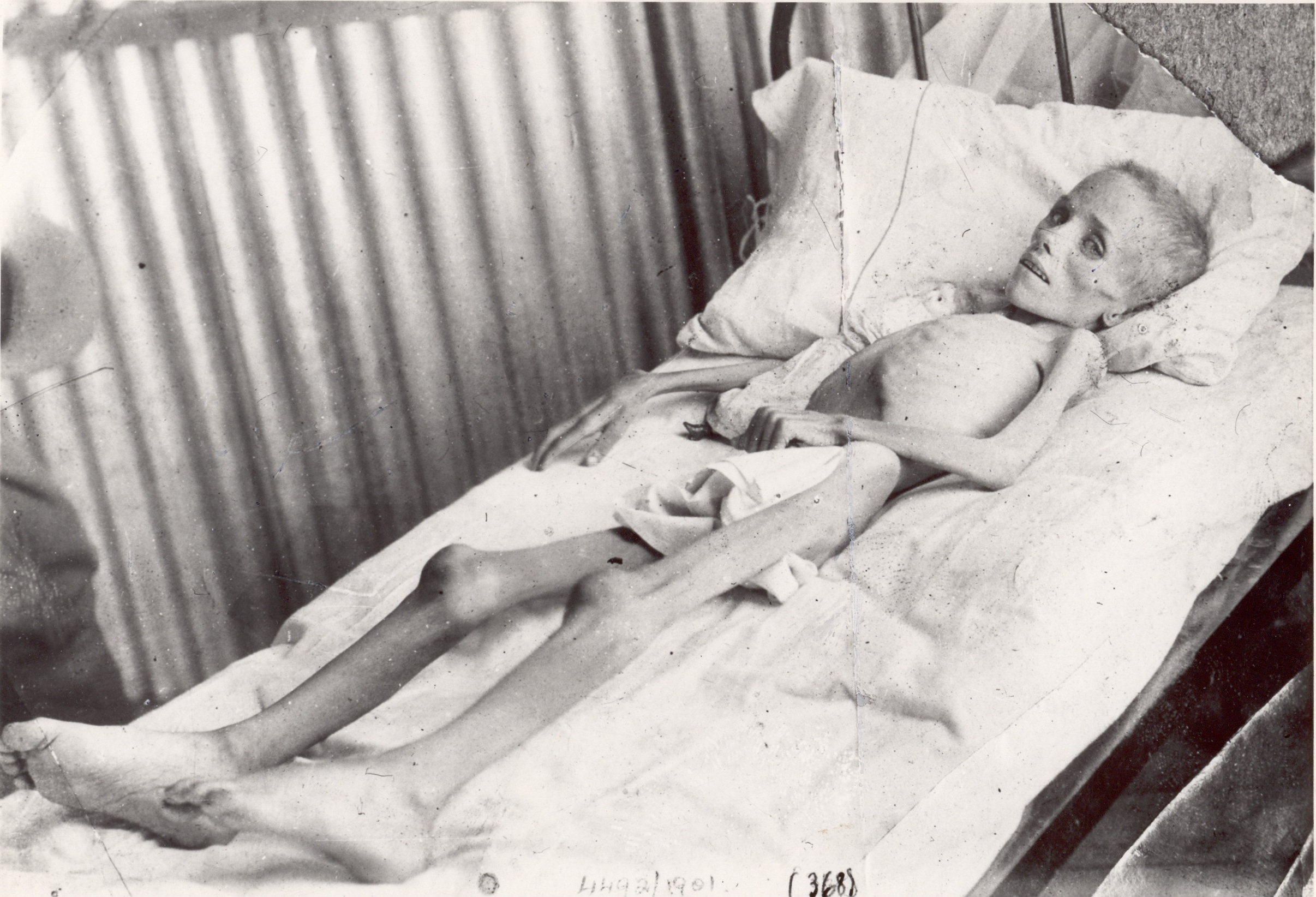
Lizzie van Zyl nel campo di concentramento di Bloemfontein nel 1901.

Successivamente visitò i campi di Norvalspont, Aliwal North, Springfontein, Kimberley,e Mahikeng. Fece presente ad ogni responsabile le pessime condizioni igieniche, il mancato approvvigionamento alimentare e la cattiva organizzazione dei campi. Dopo due mesi, nel marzo 1901, fece ritorno al campo di Bloemfontein, trovando una situazione completamente diversa da come lo aveva lasciato. Dopo le ultime campagne militari, la popolazione del campo era praticamente raddoppiata, vanificando i miglioramenti che aveva apportato in precedenza. Le malattie avevano trasformato i prigionieri, tanto che non riusciva più a riconoscere le persone che aveva lasciato in buone condizioni di salute.
L'attivista cercò si sensibilizzare l'opinione pubblica attraverso l'immagine di una bambina boera di nome Lizzie, che era stata strumentalizzata per far credere ai cittadini britannici che i boeri non accudissero i proprio figli.

## Commissione Fawcett
Nel 1901 redasse un rapporto che presentò alle autorità britanniche in cui erano descritte le condizioni di vita drammatiche di donne e bambini nei campi di concentramento africani e l'elevato numero di decessi. Il fine era di migliorare le condizioni di vita nei campi, ma il Rapporto non fu accolto. Decise allora di tornare in Inghilterra per far valere le proprie ragioni al parlamento e all'opinione pubblica. Arrivò il 24 maggio e per due settimane si astenne da ogni dichiarazione. Si rivolse successivamente al ministro della guerra, John Brodrick, e al governatore della colonia del Capo e High Commissioner di tutto il Sud Africa, Alfred Milner, sottoponendo loro il suo Rapporto e sollecitando una risposta ai suggerimenti che aveva indicato.
Si rivolse inoltre a Henry Campbell-Bannerman, uno degli esponenti di maggior rilievo del partito Liberale che fino a quel momento non si era mai espresso apertamente contro la guerra. Egli la ascoltò con interesse, volle conoscere i particolari della vita e dell’organizzazione dei campi e chiese la sua opinione sulle autorità che aveva conosciuto in Sud Africa.  Dopo pochi giorni dal colloquio, e dopo aver letto parti del Rapporto, l’esponente liberale, in un intervento pubblico all’assemblea della National Reform Union il 14 giugno 1901, definì la conduzione della guerra una «barbarie». Disse:
Il Rapporto acuì i contrasti all'interno dello stesso partito Liberale al punto da portare all'approvazione, a larga maggioranza, di una mozione di condanna dei metodi adottati in Sud Africa. Ciò nonostante il supporto di Campbell-Bannerman non riuscì a mutare le opinioni nei confronti del Rapporto. Hobhouse decise di rendere pubblico il suo Rapporto che, al prezzo di tre penny, venne pubblicato intorno alla metà di giugno.
Molti quotidiani, tra cui il Daily News, The Speaker e Labour Leader ne riportarono ampi brani, e per tutta l’estate occupò un posto di primo piano nel dibattito pubblico. Tutti i giornali londinesi che mossero una critica ai metodi con cui era condotta la guerra ebbero un crollo delle vendite.
Per Emily divenne sempre più difficile denunciare a Londra le condizioni dei campi di concentramento, e decise quindi di spostarsi in provincia, dove, tra luglio e agosto, tenne 40 conferenze.
Venne avviata una campagna volta a denigrare Hobhouse, definita isterica, credulona, traditrice. Si parlò di lei come di una donna esagerata che avrebbe dovuto verificare meglio le informazioni ricevute. Un intervento fortemente critico nei suoi confronti fu quello di Arthur Conan Doyle che aveva svolto la sua attività di medico al campo di Bloemfontein: egli definì il Rapporto inattendibile.
Il governo cercò di eliminare dalla scena e dal dibattito politico Emily Hobhouse e rifiutò la sua richiesta di tornare in Sud Africa per prestare assistenza alle donne deportate. Per farla desistere, nominò una commissione d'inchiesta, dalla quale Hobhouse venne esclusa, con l’incarico di compiere un'indagine sulla condizione dei campi. La direzione di tale commissione, denominata Ladies Commission, e comprendente, fra le altre, due laureate in medicina, fu affidata a Millicent Fawcett. La commissione non mise in discussione la liceità di ricorrere alla deportazione e, pur affermando il bisogno di migliorare le condizioni dei campi, condivise la maggioranza dei pregiudizi correnti sulle donne boere.
Emily Hobhouse decise di fare ritorno in Sudafrica completamente disillusa dalle reazioni del governo e dell'opinione pubblica. Dopo 22 giorni di viaggio, quando la nave stava per gettare l’ancora, fu arrestata e trasferita forzatamente in Inghilterra in una nave militare che trasportava oltre 8.000 soldati.
In Inghilterra si dedicò alla raccolta di materiali e documenti e pubblicò The Brunt of the War and where it fell, combinò la denuncia politica alla lucidità delle analisi di ciò che aveva visto in Sud Africa.

## Riconciliazione e riabilitazione
Nel 1903 si recò in visita in Sudafrica, per poi fare ritorno in Inghilterra ad organizzare un progetto che aveva concepito. Tornò in Sudafrica due anni dopo con i macchinari necessari per insegnare alle donne boere l'arte della filatura e tessitura. La prima scuola venne aperta a Philippolis nello Stato Libero dell'Orange. Alla fine furono 27 le scuole avviate nel Transvaal e nello Stato Libero dell'Orange.
Emily mantenne rapporti di amicizia con molti dei leader boeri e altri in Sudafrica, inclusi Olive Schreiner e Mahatma Gandhi che sostenne apertamente nel 1913.
Il presidente Steyn la invitò per la cerimonia d'inaugurazione del National Women’s Memorial che si tenne il 16 dicembre 1913 in Sudafrica, ma a causa delle precarie condizioni di salute non poté partecipare. Nel 1921 su iniziativa della signora Steyn, le venne consegnata una somma di denaro che utilizzò, come espressamente richiesto dalla lettera di accompagnamento, per acquistare una casa nella sua città natale.
Emily Hobhouse morì a Londra l'8 giugno 1926. Il 26 ottobre 1926 le sue ceneri furono sepolte al National Women's Memorial di Bloemfontein, dove oltre a lei furono seppelliti solo il presidente Steyn e il generale de Wet.
La sua morte non fu riportata dalla stampa della contea di Cornwell.